# Корнійчуковська премія

Диплом Корнійчуковської премії.

«Корнійчуковська премія» — літературний конкурс на найкращий твір для дітей, заснований Одеською обласною радою і громадською організацією «Агентство регіонального розвитку». Конкурс присвячено пам'яті дитячого письменника Корнія Івановича Чуковського (Миколи Васильовича Корнейчукова), юність і молодість якого пов'язані з Одесою.
На конкурс приймаються твори для дітей, що не видавалися раніше.
Вперше конкурс був проведений у 2013 році.  [Архівовано 30 червня 2016 у Wayback Machine.]
В 2014 конкурс став міжнародним, до учасників з України приєдналися пошукачі з Білорусі, Вірменії, Ізраїлю, Казахстану, Німеччини, Росії, Словаччини і США. Число авторських творів становило 625. За підсумками конкурсу був виданий збірник творів переможців. Конкурс входив до числа заходів II Одеського Корнійчуковского фестивалю дитячої літератури, який проходив у рамках XVIII Міжнародної книжкової виставки-ярмарку «Зелена хвиля».

## Лауреати
Список лауреатів
1. Арнаут Катерина Олександрівна
2. Богданова Дар'я Анатоліївна
3. Бондаренко Станіслав Григорович
4. Бордонос Маргарита Іванівна
5. Бродавко Роман Ісаакович
6. Васильчук Віктор Борисович
7. Возіянов Микола Кирилович
8. Володарський Олександр Юхимович
9. Гаврош Олександр Дюлович
10. Гержберг Володимир Станіславович
11. Гончаров Олег Васильович
12. Зайцева Олександра Сергіївна
13. Заржицька Еліна Іванівна
14. Зінченко Олена Василівна
15. Качан Анатолій Леонтійович
16. Кобзар Володимир Федорович
17. Колесніков Віктор Леонідович
18. Колінько Олена Іванівна
19. Комова Олена Борисівна
20. Корнієнко Тетяна Геннадіївна
21. Королюк Ніна Іванівна
22. Крупник Михайло Семенович
23. Кузьменко Дмитро Вікторович
24. Куконіна Наталія Анатоліїовна
25. Лашкевич-Вереск Соня
26. Леонтьєв Олександр Миколайович
27. Луценко Марія Сергіївна
28. Марущак Анатолій Петрович
29. Мордовина Олена Володимирівна
30. Надемлінський Олексій Юрійович
31. Нестеренко Тамара Іванівна
32. Нікітінський Юрій Володимирович
33. Пахтер Ігор Йосипович
34. Поліщук Кирило Миколайович
35. Путинцева Елла Михайлівна
36. Смелік Ельвіра Володимирівна
37. Сушонкова Юлія Олександрівна
38. Філічкін Олександр Тимофійович
39. Череп-Пероганич Тетяна Павлівна
40. Шевердіна Анастасія Петрівна
41. Шофман Катерина Соломонівна